# 益田赤十字病院
益田赤十字病院（ますだせきじゅうじびょういん）は、島根県益田市に所在する病院。日本赤十字社が運営する。2024年6月時点、島根県選挙管理委員会より、不在者投票のできる施設の一つとして指定されている。

## 沿革
特記ない場合、出典はによる。
- 1919年（大正8年）- 鹿足郡青原村産業組合長の大庭政世により、同村に日本初の農業組合による青原組合医院が開院[6]。
- 1931年（昭和6年）- 青原組合医院を拡張する形[7]で、旧日原村に石西購買利用組合共存病院が開院[6][8]。
- 1933年（昭和8年）- 石西購買利用組合共存病院の益田分院が開院[7]。
- 1936年（昭和11年）- 益田分院が益田共存病院となる。
- 1940年（昭和15年）- 益田共存病院から美濃共存病院となる。
- 1957年（昭和32年）- 美濃共存病院から日本赤十字社に移管され、益田赤十字病院が開院。益田市赤城町に新病院竣工。
- 1971年（昭和46年）- 益田市乙吉町（現在地）へ新築移転。
- 2015年（平成27年）- 新病院竣工。

## 診療科
20診療科
- 内科
- 小児科
- 呼吸器内科
- 消化器内科
- 血液内科
- 内分泌・代謝内科
- 脳神経内科
- 循環器科
- 外科
- 整形外科
- 脳神経外科
- 皮膚科
- 泌尿器科
- 産婦人科
- 耳鼻咽喉科
- 眼科
- 放射線科
- 麻酔科
- 歯科口腔外科
- 病理診断科

## 機関指定など
| 保険医療機関                 | 救急告示病院                 |
| 災害拠点病院                 | 地域医療支援病院             |
| 地域医療拠点病院             | 労災保険法指定病院           |
| 結核指定医療機関             | エイズ拠点病院               |
| 生活保護法指定医療機関       | 第二種感染症指定医療機関     |
| 地域がん診療連携推進病院     | 地域周産期母子医療センター   |
| 母体保護法指定医療機関       | 臨床研修指定病院             |
| 指定自立支援医療機関         | 指定小児慢性特定疾病医療機関 |
| 身体障害者福祉法指定医療機関 | 指定養育医療機関             |
| 被爆者一般疾病医療機関       | 肝炎治療指定医療機関         |
| 島根県DMAT指定病院           |                              |